# 狭叶山蚂蝗
狭叶山蚂蝗（学名：Desmodium stenophyllum）为豆科山蚂蝗属下的一个种。

## 扩展阅读
- 維基物種上的相關：狭叶山蚂蝗